# 波多野裕造
波多野 裕造（はたの ゆうぞう、1930年12月18日 - 2017年2月17日）は、日本のジャーナリスト、外交官、翻訳家、白鷗大学名誉教授。正五位。

## 人物
京都府出身。1953年東京大学文学部卒、毎日新聞社に入り、政治記者、ワシントン特派員などを務める。
1976年に毎日新聞社を辞して外交官となり、エジプト、イギリス公使、カナダ・トロント総領事、カタール大使、アイルランド大使などを務めた。
1994年、外交官から転じて白鷗大学教授となり、2003年退任、名誉教授。2006年、瑞宝中綬章受章。
2017年2月17日に死去。86歳没。没後に正五位に叙された。

## 著書
- 『ケネディ家の栄光と悲劇』保田義孝絵 偕成社 少年少女ドキュメンタリー 1970
- 中尾光昭・近藤健共著『我々にとってアメリカとは何か 果して我々のパートナーかライバルか』エール出版社 1971
- 『物語アイルランドの歴史 欧州連合に賭ける"妖精の国" 』中公新書 1994

### 翻訳
- ロバート・F.ケネディ『自由の旗の下に 正義の友として勇敢な敵として』日本外政学会 1962
- ロバート・F.ケネディ『内部の敵』横堀洋一共訳 日本外政学会 1962
- リチャード・I.ミラー『平和への意志 ハマーショルド総長の生涯』日本外政学会 1962
- ロバート・ドノヴァン『PT109 太平洋戦争とケネディ中尉』日本外政学会 1963
  - ロバート・ドノバン『ケネディのいちばん長い日 ある日本軍人との死闘』毎日ワンズ 2014
- 中国政策日米懇談会著 エレイン・H.バーネル編『中国政策 サンタバーバラ報告 転換のための日米の討論』江頭数馬共訳 サイマル出版会 1969
- ジーン・ロバーツ/ディビッド・R.ジョーンズ編『草の根アメリカ 民衆のこころ・五つの顔 ニューヨーク・タイムズがとらえた建国200年目のアメリカ・イメージ』サイマル出版会 1976
- ユーリック・オコナー『恐ろしい美が生まれている アイルランド独立運動と殉教者たち』青土社 1997

## 論文
- 波多野裕造